# Смилевски таен говор
Смилевският таен език или Смилевският таен говор е таен говор на майсторите зидари от мияшкото битолско село Смилево. Същият говор с несъществени разлики се е употребявал и във велешките мияшки села Папрадище и Ореше.

## История
Трите села – Смилево в Бигла и Папрадище и Ореше в Бабуна са основани през втората половина на XVIII век от мияци напуснали Река под албанския натиск. Икономическият живот и в трите села постепенно започва да се върти около печалбарството – мъжкото население работи като зидари, резбари и зографи по чужди селища. Тайният печалбарски (бошкачки) език вероятно е донесен от Дебърско, но и в новите селище продължава да се развива. Причина за поява на говора е необходимостта от тайна комуникация пред мюсюлмани и пред работодатели на теми, които иначе биха довели до конфликт – например за обсъждане на жени, сключване на сделки и т. н. Употребата на тайния говор също води до конфликти с околните – били те бърсяци, турци, албанци, власи.
Говорът продължава да съществува и след като Вардарска Македония попада в Сърбия в 1913 година, а след това в Кралска Югославия след Първата световна война, като се появяват термини за полицай, агенти т. н. След Втората световна война в говора се появяват нови термини като радио и телевизор. С упадъка на печалбарството тайният говор постепенно се разконспирира от околното население – много думи влизат в обща употреба и той постепенно изчезва. Някои от думите от тайния говор остават в общия битолски говор.

## Характеристики
Говорът се създава постепенно и към края на XIX век покрива всички теми на печалбарската работа. Състои се предимно от глаголи, съществителни и прилагателни добавени към общонародния български. По произход думите в говора са няколко типа. Първият и най-разпространен са новоизковани термини на основа на българския език, често със сменено значение или показващи някаква характеристика на обекта: бела, „ракия“, белейко, „сняг“, пукален, „револвер“, мижам, „спя“ и т. н. Част са звукоподражателни: блекачка, „овца“, чкърта, „врата“. Други думи са получени чрез размяна на сричките на оригиналната: Мислево, „Смилево“, Тибола, „Битола“, върцен, „цървен“, сикелина, „киселина“. Други думи са получени чрез изхвърляне на първите звукове: рам, „срам“, рат, „брат“, лакяне, „плащане“. В други думи първият звук е сменен: лалто, „палто“. Следващата група са български думи с напълно сменено значение: гуска, „хилядарка“, евреи, „орехи“. Последната група са заемки от чужди езици – предимно от албански: бошкач, „майстор“, вайза, „момиче“, дивам, „знам“, „умея“, скивала, „очи“, скиван, „гледан“, кевам, „имам“, росоман, „камък“, тапосувам, „давам“, шоре, „вино“. От италиански е глаголът поркам, „напивам се“, „насвинвам се“, с производното поркач, „пияница“. От гръцки: калосник, „хляб“, отеос, „бог“. От латински: стома, „уста“. Говорът има и термини за националностите: жетвар, „сърбин“, мръсняк, „турчин“, „албанец“, кожувар, „руснак“, върцен, „руснак“ (тоест „цървен“), зунзевец, „влах“, латор, „българин“, посняк, „местен“, лисяк, „грък“. Граматиката на говора не се отличава от тази на мияшкия говор – единствено в трето лице сегашно време глаголите запазват т, като в охридския говор и в някои лица на миналите времена се запазва х.

## Примери
- Апцика манука кеват лейко. Апцика е, ама по-апцика е вайзана. Хубава жена има стопанинът. Хубава е, ама по-хубава е дъщерята.
- Да му обелиме пилави. Да му дадем пари.
- Намажувайте я. Гурат листар. Бягайте. Идва горски.
- Дърка, стопори мърко за рафлета. Стара, свари кафе за попа.
- Тапосай ми чадлива. Чадливи не кевам, ако дикляш чадлив. Дай ми цигара. Цигари нямам, ако искаш тютюн.
- Колко е чукаленот? Колко е часът?
- Що кева во чкъртаното? Какво има във вестника?
- Уще колко пилави ке ни тапоса манче? Още колко пари ще ни даде стопанинът?
- Кожуварите догураа до Латория. Руснаците стигнаха до България.
- Ми се малосува. Домиксай я бърбата, во неа кевам кърваво, палежливи и лечиво со чавка. Яде ми се. Донеси я торбата, в нея имам месо, чушки и печиво с извара.
- Развехчи коде е лесан. Разбери къде е стопанинът.
- Скивай, левай скендере. Виж, вземи сирене.
- Бърчаленка кеват апцики коталиня. Учителката има хубави гърди.
- Обели ми чкъртало да начкъртам шарено до льогемите. Дай ми молив да напиша молба до големите.
- Овой е льогем кусар. Тоя е голям крадец.[7]
- Ланте да те лантоса. Огън да те изгори.
- Да ти латит отеос. Господ да ти плати.
- Ако я диклате жилкава да клинчиме, ако не – да си гураме. Ако я искате работата да останем, ако не – да си ходим.
- Жилката не е апцика, догураа льокови да зачкъртаат некого во кралница. Работата не е добра, дойдоха полицай да затворят някого в затвора.
- Обели му ързачовина на ързачот. Дай ечемик на коня.
- Манче кеват благ от бубачки. Стопанинът има мед от пчели.
- Стрелни го шареното до Тибола. Прати я молбата до Битоля.
- Се смъркосува, да гураме. Мръква се, да си ходим.
- Наперкай го и лини я. Набий го и бягай.
- Къде е киталото? Къде е тоалетната?
- Чкъртачон клопа само фършла. Чиновникът яде само грах.
- Левай му пукаленот. Открадни му револвера.
- Не се напевай. Не говори.
- Колко пилави му обели за рикачката? Колко пари му даде за кравата?
- Ке оклинчиме тука. Ще останем тука.
- Клинкава кя лукоса. Къщата ще падне.
- Кой не жилавит, не кеват. Кой не работи, няма.
- Лянтосай я светаленката. Запали я лампата.
- Разбошкай ги драските. Разпръсни ги дъските.
- Да му одгураме коде рафалета. Ако кева шоре и бела. Да идем при попа. Ако има вино и ракия.
- Лати му го на манукот. Плати му на човека.[8]